# Gunter (Teksas)
Gunter – miasto w Stanach Zjednoczonych, w stanie Teksas, w hrabstwie Grayson.